# Звёздный путь: Глубокий космос 9. Технологическое руководство
Звёздный путь: Глубокий космос 9. Технологическое руководство (англ. Star Trek: Deep Space Nine Technical Manual) - это фантастический справочник в мягкой обложке написанный американцами сотрудниками отдела искусства Риком Штернбахом, Германом Цимерманом и Дагом Дрекслером, в котором подробно описывается Звёздный флот, баджорские, Кардассианские, Доминион, Клингонские, Ромуланские технологии времён Доминионской войны, с акцентом на станцию "Глубокий Космос 9", звездолёт «Бродяга», звездолёт «Дефайнт NX-74205», других вражеских и союзных кораблей, которые появились в сериале «Звёздный путь: Глубокий космос 9».

## Содержание
- Введение (2)

Введение Айра Стивен Бер
Введение авторов
- Раздел I: Глубокий Космос 9 (13)

Глава 1: Введение DS9
Глава 2: Структуры Станций
Глава 3: Системы Управления
Глава 4: Компьютерные Системы
Глава 5: Системы Производства Электроэнергии
Глава 6: Коммуникации и Вспомогательные системы
Глава 7: Средства коммуникаций
Глава 8: Системы Транспортера
Глава 9: Наука и системы дистанционного зондирования
Глава 10: Тактические Системы
Глава 11: Экологические Системы
Глава 12: Системы Кадрового Обеспечения
Глава 13: Чрезвычайные Операции
Раздел II: суда Звездного флота, союзные и опасные суда (3)
- Глава 14: Космический Аппарат Поддержки Звездного Флота (1)

14.1: USS Defiant
Глава 15: Космические Аппараты Союзников
Глава 16: Космический Аппарат Силы Угрозы
- Фолдауты (2)

Deep Space 9 схемы
USS Defiant схема